# Danh sách quốc gia châu Phi theo GDP danh nghĩa 2009

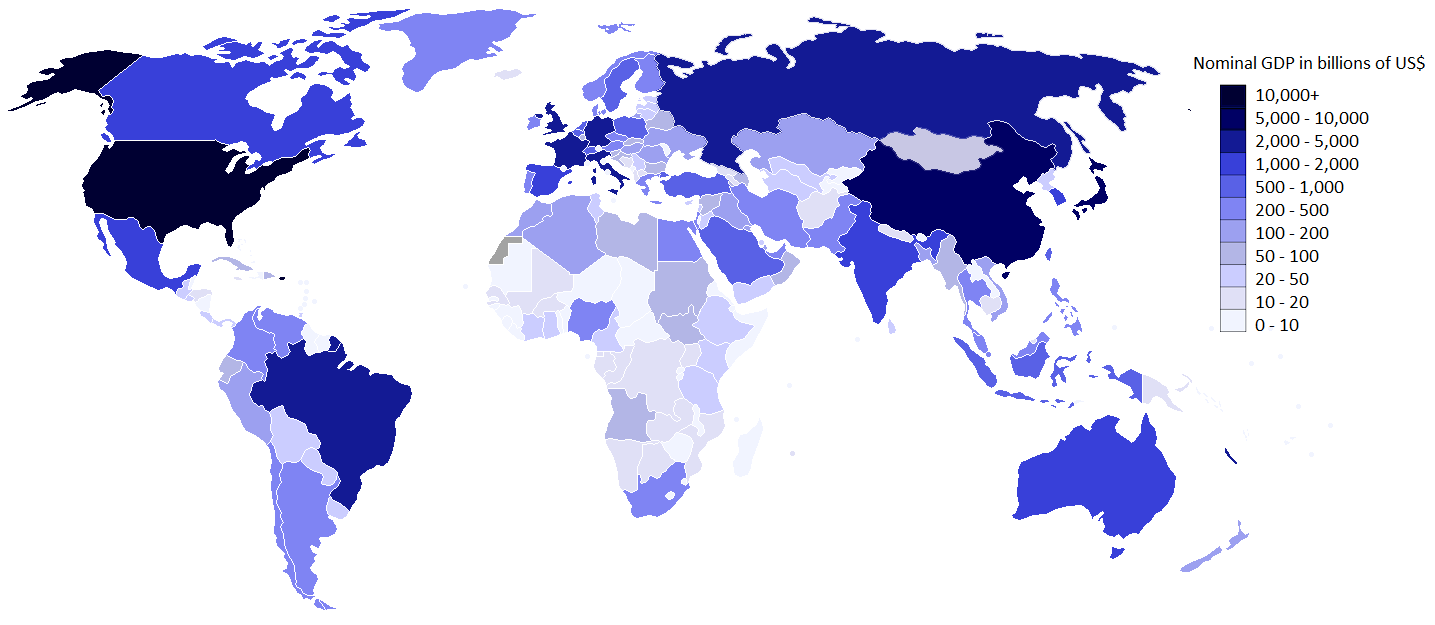
Các quốc gia theo GDP (danh nghĩa) 2009, theo thống kê của CIA Facebook.

Danh sách các quốc gia theo GDP danh nghĩa 2009 là bảng thống kê về GDP (danh nghĩa) 2009 của 56 quốc gia và vùng lãnh thổ thuộc châu Phi. Ngoài các quốc gia độc lập, là thành viên của Liên Hợp Quốc, bảng thống kê còn có mặt các vùng lãnh thổ: Tây Sahara, Somaliland, Saint Helena, Mayotte, Reunion.
Trong danh sách, Nam Phi là quốc gia có GDP (danh nghĩa) cao nhất châu lục, với 287.219 triệu USD, bằng 152,81% so GDP của quốc gia xếp thứ hai là Ai Cập và gấp 1.520 lần GDP của quốc gia xếp cuối bảng là São Tomé và Príncipe.
Danh sách được trích từ nguồn Dữ liệu GDP (danh nghĩa) 2009 của Quỹ tiền tệ Quốc tế - IMF, một số quốc gia không có dữ liệu từ IMF được bổ sung từ dữ liệu của Ngân hàng thế giới - WB, CIA Facebook cùng năm.
| STT | Quốc gia và Vùng lãnh thổ                   | GDP danh nghĩa (triệu USD)                                      | Tỉ lệ GDP (danh nghĩa) 2009 so với Việt Nam (%) |
| --- | ------------------------------------------- | --------------------------------------------------------------- | ----------------------------------------------- |
| 1   | Nam Phi                                     | 287,219                                                         | 308,29                                          |
| 2   | Ai Cập                                      | 187,954                                                         | 201,75                                          |
| 3   | Nigeria                                     | 168,843                                                         | 181,23                                          |
| 4   | Algeria                                     | 139,763                                                         | 150,02                                          |
| 5   | Maroc                                       | 91,374                                                          | 98,08                                           |
| 6   | Angola                                      | 74,474                                                          | 79,94                                           |
| 7   | Libya                                       | 60,238                                                          | 64,66                                           |
| 8   | Sudan                                       | 54,644                                                          | 58,65                                           |
| 9   | Tunisia                                     | 43,523                                                          | 46,72                                           |
| 10  | Ethiopia                                    | 32,319                                                          | 34,69                                           |
| 11  | Ghana                                       | 15,330                                                          | 16,46                                           |
| 12  | Kenya                                       | 30,143                                                          | 32,36                                           |
| 13  | Tanzania                                    | 21,308                                                          | 22,87                                           |
| 14  | Cameroon                                    | 22,189                                                          | 23,82                                           |
| 15  | Côte d'Ivoire                               | 22,496                                                          | 24,15                                           |
| 16  | Uganda                                      | 15,804                                                          | 16,96                                           |
| 17  | Zambia                                      | 12,803                                                          | 13,74                                           |
| 18  | Gabon                                       | 11,015                                                          | 11,82                                           |
| 19  | Guinea Xích đạo                             | 12,219                                                          | 13,12                                           |
| 20  | Cộng hòa Dân chủ Congo                      | 11,108                                                          | 11,92                                           |
| 21  | Botswana                                    | 11,684                                                          | 12,54                                           |
| 22  | Madagascar                                  | 8,589                                                           | 9,22                                            |
| 23  | Mozambique                                  | 9,831                                                           | 10,55                                           |
| 24  | Senegal                                     | 12,789                                                          | 13,73                                           |
| 25  | Cộng hòa Congo                              | 9,605                                                           | 10,31                                           |
| 26  | Chad                                        | 6,853                                                           | 7,36                                            |
| 27  | Namibia                                     | 9,394                                                           | 10,08                                           |
| 28  | Mauritius                                   | 8,589                                                           | 9,22                                            |
| 29  | Burkina Faso                                | 8,105                                                           | 8,70                                            |
| 30  | Nam Sudan                                   | Nhà nước Nam Sudan ra đời 2011 cho nên 2009 vẫn chưa có dữ liệu |                                                 |
| 31  | Mali                                        | 8,986                                                           | 9,65                                            |
| 32  | Zimbabwe                                    | 4,620                                                           | 4,96                                            |
| 33  | Benin                                       | 6,650                                                           | 7,14                                            |
| 34  | Rwanda                                      | 5,245                                                           | 5,63                                            |
| 35  | Niger                                       | 5,273                                                           | 5,66                                            |
| 36  | Malawi                                      | 4,723                                                           | 5,07                                            |
| 37  | Mauritania                                  | 3,029                                                           | 3,25                                            |
| 38  | Togo                                        | 3,151                                                           | 3,38                                            |
| 39  | Sierra Leone                                | 1,856                                                           | 1,99                                            |
| 40  | Swaziland                                   | 3,000                                                           | 3,22                                            |
| 41  | Eritrea                                     | 1,873                                                           | 2,01                                            |
| 42  | Burundi                                     | 1,330                                                           | 1,43                                            |
| 43  | Lesotho                                     | 1,623                                                           | 1,74                                            |
| 44  | Cộng hòa Trung Phi                          | 1,986                                                           | 2,13                                            |
| 45  | Liberia                                     | 879                                                             | 0,94                                            |
| 46  | Somalia                                     | 2,731                                                           | 1,86                                            |
| 47  | Seychelles                                  | 790                                                             | 0,85                                            |
| 48  | Gambia                                      | 969                                                             | 1,04                                            |
| 49  | Tây Sahara                                  | 900                                                             | 0,97                                            |
| 50  | Guinea-Bissau                               | 839                                                             | 0,90                                            |
| 51  | Comoros                                     | 537                                                             | 0,58                                            |
| 52  | São Tomé và Príncipe                        | 189                                                             | 0,20                                            |
| 53  | Somaliland                                  |                                                                 |                                                 |
| 54  | Mayotte                                     |                                                                 |                                                 |
| 55  | Réunion                                     |                                                                 |                                                 |
| 56  | Saint Helena, Ascension và Tristan da Cunha |                                                                 |                                                 |